# Fear of a Bot Planet
«Fear of a Bot Planet» (укр. «Страх планети роботів») — п'ята серія першого сезону анімаційного серіалу «Футурама», що вийшла в ефір у Північній Америці 20 квітня 1999 року.
Автори сценарію: Гізер Ломбард і Еван Ґор.
Режисери: Пітер Аванзіно і Карлос Баеса.

## Сюжет
Під час матчу з хряцболу у Медісон-к'юб-гарден команда «Міжпланетного експреса» отримує повідомлення від Гермеса із черговим завданням: доставити пакунок на планету Чапек 9. Особлива небезпека завдання полягає в тому, що все населення планети становлять роботи, вкрай вороже налаштовані проти людей. З огляду на це доставка пакунку доручається Бендерові.
Прибувши на орбіту Чапека 9, Фрай і Ліла опускають Бендера на поверхню, попередньо проінструктувавши його нікому не казати, що він працює на людей і навіть узагалі знається з кимось із них. За деякий час від Бендера надходить тривожне повідомлення: роботи схопили його, запідозривши у співпраці з людьми. Щоби не бути вбитими на місці, Фрай і Ліла маскуються під роботів і проникають у роботичне суспільство.
Після сеансу в кінотеатрі друзі змішуються з натовпом, який виступає на традиційне щоденне полювання на людей. Роботи з радістю вітають новоприбулого до їхніх лав Бендера, якому вдалося переконати всіх у своєму щирому людоненависництві й навіть отримати з цього зиск (він продає диски з записом своїх промов і свої фігурки).
Фрай і Ліла наздоганяють Бендера в магазинчику роботичної порнографії, але він відмовляється від пропозиції втечі — життя на планеті роботів йому до смаку. Аж тут роботи хапають друзів, упізнавши в них людей. Після короткого судового процесу їх засуджують до робіт, які на Землі виконують роботи, на все життя. Команду зіштовхують у піздемелля, де вони зустрічають п'ятьох Робостарійшин — справжніх правителів планети. Роботстарійшини наказують Бендеру вбити Фрая і Лілу, але той відмовляється.
Виявляється, що Робостарійшини використовують залякування населення і розпалювання ворожості щодо людей з метою відволікти роботів від нагальних проблем сьогодення: нестачі запчастин, корумпованість і некомпетентність уряду та ін. Дізнавшись про це, Фрай погрожує спопелити Робостарійшин вогнем свого дихання, і поки вони намагаються пригадати, чи дійсно люди мають таку здібність, чи це одна з вигаданих ними ж самимим легенд, команда тікає. Переслідувані натовпом роботів, друзі чіпляються за лебідку корабля. Під час підйому Бендер раптово згадує, що так і не доставив замовникові пакунок. Він жбурляє його в переслідувачів, рятуючи себе і друзів. Пакунок лускає, і на роботів дощем сипляться гайки, від нестачі яких вони так потерпали.
Наприкінці серії в салоні корабля команда святкує Робхануку. Фрай і Ліла витанцьовують в стилі «робот» під єврейську мелодію, а вражений Бендер споглядає їх, питаючи: «Як ви це робите?»

## Пародії, алюзії, цікаві факти
- Назва епізоду-це алюзія на альбом Public Enemy «Fear Of A Black Planet» (укр. Страх перед чорною планетою)

- Населена роботами планета названа на честь чеського письменника Карела Чапека, який першим ужив термін «робот».
- Сюжет серії багато в чому нагадує одинадцяту подорож Йона Тихого з «Зоряних щоденників» Станіслава Лема.
- Роботи-будівники, з якими розмовляє Ліла, будують за допомогою блоків комп'ютерної гри «Тетрис».
- Робот-суддя виглядає, як класична модель комп'ютера Macintosh.

## Особливості українського перекладу
- У цій серії спортивна гра, в яку в ХХХ столітті еволюціонував бейсбол (англ. blernsball), носить назву «хряцбол». У пізнішій серії «A Leela of Her Own» гру названо «ниткобол».
- У закусочній на стадіоні доктор Зойдберґ замовляє «мацаки королівського кальмара», потім «бургер з кліщами» і, зрештою, «якусь розкекешу з паразитами», (яка виявляється звичайним хот-догом).
- Вигадані Бендером роботичні свята: Робханука, Робомадан, Робоздво.
- Гасло на планеті роботів: «Є молоко? Тоді ти людина і помреш, як скотина» (пародіює відому американську рекламу «Got Milk?»)